# Dieter Obermeier
Dieter Obermeier (* 13. April 1936; † 7. Juni 2017) war ein Hamburger Politiker der STATT Partei.

## Leben und Politik
Obermeier war gelernter Bankkaufmann und Sparkassenbetriebswirt. Er arbeitete als Prokurist und Abteilungsleiter.
1993 zog Obermeier mit der STATT Partei um den Gründer Markus Wegner in die Hamburgische Bürgerschaft ein. Die Partei konnte sich nur in der 15. Wahlperiode von 1993 bis 1997 im Parlament halten. Während dieser Zeit saß er für seine Fraktion im Haushaltsausschuss.
Wie die meisten Politiker der STATT Partei wendete er sich nach der Bürgerschaftswahl 1997 von der Partei ab. Bei der Wahlniederlage errang die Partei nur noch 3,8 % der Wählerstimmen.
Obermeier kandidierte für die „Partei Rechtsstaatlicher Offensive“ von Ronald Schill für die Bundestagswahl 2002 auf der Hamburger Landesliste. Mit 0,83 % scheiterte die Partei bei der Wahl aber klar an der 5-Prozent-Hürde.